# Haba Haba
"Haba Haba" (noruec: "Steg for steg", "a poc a poc") és una cançó interpretada per la cantautora noruega-kenyata Stella Mwangi. Va participar en el Festival de la Cançó d'Eurovisió 2011 representant Noruega i fou inclòs en el seu segon àlbum d'estudi, Kinanda (2011). La cançó va ser escollida usant una barreja de televot, vots de jurat i vot de l'audiència a l'Oslo Spektrum durant el xou nacional de preselecció per a Eurovisió Melodi Grand Prix el 12 de febrer de 2011. Va ser posada per descàrrega digital un dia abans de la seva actuació inicial en la tercera semifinal. "Haba Haba" va debutar en el número nou en la seva primera setmana de llançament, abans de passar a número u durant quatre setmanes consecutives en la VG-lista. El 10 de maig de 2011 va competir en la primera semifinal i va tocar en segon lloc.

## Producció i selecció de la cançó
"Haba Haba" és una cançó pop amb influència afro-fusion, escrita per Stella i composta per Beyond51 i Big City. La cançó és bilingüe, amb lletres en anglès i suahili, sent la primera vegada que s'interpreta una cançó en suahili o en qualsevol llengua d'Àfrica Oriental a Eurovisió. La lletra descriu com "un viatge d'un milió de milles comença amb un sol pas". És una lletra positiva i motivadora sobre com algú pot ser el que vol ser i conta la història de Mwangi quan de nena escoltava la seva àvia ("Quan era nena la meva àvia em va dir / que podria ser tot el que volia"), qui li ensenya que ha d'apreciar les coses més petites de la vida ("Quan era nena la meva àvia em va dir / que són les petites coses de la vida que em faran feliç"). La cançó està basada en fets actuals de Stella, un cop es va queixar a la seva àvia que les coses no es movien prou ràpid, obtenint la resposta Haba haba, Hujaza Kibaba, que en suahili vol dir "a poc a poc s'omple la mesura", equivalent al proverbi "de mica en mica s'omple la pica".
La cançó fou interpretada per Mwangi al Melodi Grand Prix 2011, el procés de selecció anual de participació a Eurovisió de Noruega. Van ser seleccionades 21 cançons per passar a les semifinals per l'emissora nacional NRK, i "Haba Haba" actuà en la tercera semifinal el 29 de gener. Va acabar la semifinal en primer lloc, arribant a la final el 12 de febrer. "Haba Haba" arribà amb tres cançons més a la Final d'Or, després de l'eliminació dels altres finalistes. La votació es va dur a terme amb una barreja dels vots del públic a l'Oslo Spektrum (on la cançó va vèncer al seu rival més proper per més del doble dels vots), vots del jurat dividits en quatre regions diferents (on Stella va quedar en segon lloc a dues regions i primera en dos, el que la porta a guanyar la votació general del jurat) i televot en dues regions diferents (on "Haba Haba" va guanyar a les dues). "Haba Haba" va ser la guanyador absoluta de la nit amb un total de 280,217 vots.

## Festival de la Cançó d'Eurovisió de 2011
En la semifinal d'Eurovisió de Düsseldorf del dimarts 10 de maig de 2011 "Haba Haba" no estava entre les deu cançons qualificades per a entrar en la final del dissabte 14 de maig de 2011, tot i que es va col·locar com una de les cançons favorites cançons per guanyar el festival i van rebre una ovació eixordadora i de llarga durada després de l'actuació.

## Llista de cançons
| 1. | «Haba Haba» | 3:00 |

## Vídeo musical
Se'n va fer un vídeo musical pel director Frederic Esnault. La cançó fou presentada Big City Music.

## Llistes i certificacions

### Posició
| Llista (2011) | Posició més alta |
| ------------- | ---------------- |
| VG-lista      | 1                |